# Талібан
Таліба́н (араб. طالبان — «студенти») — радикальний ісламістський рух сунітського напрямку, що зародився в Афганістані серед пуштунів 1994 року. Воював із армією США. Талібан мав військові сутички із ще радикальнішою ісламською організацією ІД-Хорасан, що виникла після 2015 року.

## Історія
Радикальний ісламістський рух сунітського напрямку зародився в Афганістані серед пуштунів 1994 року, керував Ісламським Еміратом Афганістан з 1996 до 2001 року та регіоном Вазиристан на півночі Пакистану з 2004 року. Дипломатично лише три держави визнавали його правління: ОАЕ, Пакистан і Саудівська Аравія.
Засновниками руху стали 30 студентів (звідси назва) мусульманської духовної школи (медресе) міста Кандагар на чолі з муллою Мухамедом Омаром. Характерною рисою талібів є чорні тюрбани та білий одяг. В умовах громадянської війни, яка не припинялася після повалення прокомуністичного режиму Мухамеда Наджибули 1992 року, таліби закликали афганське суспільство до єднання та миру під прапором ісламу.
1996 року бойовики Талібану захопили Кабул, поваливши режим президента Бурхануддіна Раббані. До 1998 року бойовики контролювали 90 % території Афганістану й фактично керували країною.
Після терактів 11 вересня 2001 року, міжнародна коаліція, очолювана США 7 жовтня 2001 року почала наступ в Афганістані, де базувалося керівництво Аль-Каїди. До грудня 2001 режим Талібану було повалено. Тодішній ватажок угруповання Мулла Мохаммад Омар та Осама бен Ладен уникли полону.
У Канаді, Киргизстані, Таджикистані, Казахстані та низці інших країн «Талібан» визнано терористичною організацією, його діяльність заборонено. З листопада 1999 проти Талібану діють міжнародні санкції ООН за відмову видати терориста Осаму бен Ладена та сприяння терористичній організації Аль-Каїда. 1 вересня 2010 року США визнали пакистанський Талібан (Tehrik-e Taliban Pakistan) міжнародною терористичною організацією.
Після відводу війська США із Афганістану 2021 року, з липня до 16 серпня 2021 року Талібан захопив всю територію країни, після чого ватажок Талібану заявив, що війна закінчилась. Президент Афганістану у супроводі керівника своєї адміністрації і радника з нацбезпеки покинув країну і склав із себе повноваження президента. Також після падіння уряду Афганістану в аеропортах утворились величезні скупчення людей, деякі з них прив'язували себе до літаків які покидали країну — інші хапались за шасі і падали з величезної висоти. Міністерство оборони США тимчасово заморозило військові та цивільні рейси, намагаючись очистити асфальт від відчайдушних цивільних, які бігли на аеродром, заявив журналістам представник Пентагону Джон Кірбі. 16 серпня 2021 року повідомлялось, що Пентагон розмістив у Кабулі ще близько 5 000 військовослужбовців, щоб забезпечити безпеку аеропорту, щоб тисячі американських громадян, співробітників посольств і вразливих афганців могли безпечно покинути країну.
Через два дні після захоплення влади в Афганістані оголосили загальну амністію для урядовців і закликали до роботи державних установ.
17 серпня 2021 року Ахмад Масуд син національного героя Афганістану Ахмада Шаха Масуда, відомого як «Панджшерський лев», вбитого смертником Аль-Каїди у 2001 році, оголосив війну Талібану. «Цей бій тепер мій», — заявив він, закликавши всіх людей Афганістану зібратися в його рідній провінції Панджшер за 150 кілометрах на північ від Кабула, яка не перейшла під контроль талібів. Він також попросив ЄС та США допомогти перемогти Талібан.

## Ідеологія
На підконтрольних територіях Талібан вводить норми радикального шаріату, виконання яких суворо контролюється. Заборонено телебачення, музика, алкоголь, комп'ютери, шахи та інше. Об'єктами нападів терористів часто стають школи; лише за 2008 рік у північно-західному регіоні Пакистану Сват таліби знищили понад 150 шкіл. Мета Талібану — відновити фундаменталістський деспотичний режим в Афганістані. Під час свого попереднього правління таліби постановили, що жінки не повинні залишати свої будинки без супроводу. Дівчаток не пускали до школи. Всім молодим людям забороняли дивитися телевізор, слухати музику, займатися спортом, танцювати і співати. Жінок змушували носити паранджу з вузьким розрізом для очей. Фанатичні ісламісти, виступають під ідеєю "мирної" релігії.

## Чисельність
- 1995 — 25 тис.[25]
- 1998 — 110 тис.[26]
- 2006 — 12 тис.[27]
- 2014 — 60 тис.[28]
- 2021 — 150 тис.[5]

## Талібан та Україна
У ніч проти 23 червня 2013 р. в Пакистані внаслідок нападу бойовиків на наметовий табір біля гори Нанґа-Парбат загинули 10 альпіністів, серед них було троє українців. Відповідальність взяв пакистанський рух «Талібан» та терористичне угруповання «Джундуллах».
20 січня 2018 року терористи Талібану атакували готель «Інтерконтиненталь» у Кабулі. Вбито 36 та поранено понад 40 людей, загинуло 9 громадян України.